# الزبارة (رخية)
'

تعديل مصدري - تعديل

الزبارة هي إحدى قرى عزلة رخية بمديرية رخية التابعة لمحافظة حضرموت، بلغ تعداد سكانها 161 نسمة حسب تعداد اليمن لعام 2004.